# Creu de terme del Pati (Tàrrega)
La Creu de terme del Pati és una obra de Tàrrega (Urgell) protegida com a bé cultural d'interès local.

## Descripció
Està sostinguda damunt un sòcol vuitavat on s'aixeca un llarg fust que sosté una corona de gran elegància, formada per vuit costats, en els que es pot observar vuit personatges identificats com a sants. Totes les figures del nus estan sostingudes per una cornisa, sota de la qual hi ha esculpits quatre escuts entre motius florals. Aquests escuts representen el trigrama de Crist, un animal, una cabaneta i una serra. S'han identificat com a símbols de famílies poderoses que varen contribuir a la realització de la creu. Cadascun dels personatges, quatre de masculins i quatre de femenins, són de difícil identificació, ja que molts dels quals no mantenen els seus atributs identificatius. Quatre d'ells, però, es pot assegurar que es tracten de Sant Pau, Sant Miquel, Santa Llúcia i Santa Bàrbara. Cal destacar la figura de Sant Miquel, que sembla el protagonista del motiu iconogràfic, ja que és representat com a cavaller matant un drac. Tots ells estan aixoplugats per uns magnífics dosserets acabats en pinacles que imiten clarament un model d'arquitectura gòtica.
La recent creu es pot classificar com a creu floronada i llatina, coberta per un barroquisme de fulles flordeliselades que envolten tot el perímetre de la mateixa. A l'anvers hi ha un Crist Crucificat protegit per un dosser acabat en pinacle. Al revers, sobre un pedestal i també coberta per dosser, hi ha la figura de la Mare de Déu, sense el Nen, en posició orant. Aquesta està flanquejada per dos àngels exempts sobrevolant, situats a banda i banda del braç horitzontal. El de l'esquerra toca l'arpa i el de la dreta sembla portar una corona, ja que part dels seus braços estan mutilats. És un exemple bastant remarcable pel que fa al tractament dels personatges, ja sigui pel seu realisme facial i corporal, com pel moviment de la roba. S'aconsegueix establir un cert naturalisme decantant-se cap als corrents renaixentistes.

## Història
La part del nus de la creu és l'únic que es conserva de la creu original (fou abatuda el 20 de març 1862 per una forta tramuntana). Els fragments que quedaren d'aquestes foren recollits i portats a un racó de l'Ajuntament. El 20 de setembre de 1876, els components de la Comissió Provincial de Monuments Històrics i Artístics de Lleida enviaren un comunicat a les autoritats locals en què demanaren que fossin traslladats a l'esmentada ciutat, per conservar-los al museu. Al 1928, Duran i Sanpere suplicà el retorn de la creu a Tàrrega per a ser plantada novament a la terra on florí.
L'any 1944 és traslladada a Tàrrega i s'encarregà a la Comisión pro Monumento a los Caídos una sèrie de projectes per a la reconstrucció de la creu. L'escultor Carles Anadón fou el que s'encarregà de construir la part superior de la creu, juntament amb el pom original, la qual s'inaugurà l'any 1955 a la Plaça Major. Quan els trossos de la creu fragmentada són conservats en el vestíbul del Palau de la Floresta.
El 2013 l'Ajuntament de Tàrrega va traslladar el capitell gòtic al Museu Comarcal de l’Urgell, on s'exposa junt amb la creu original, i va fer-ne una còpia que es col·locà a la creu de la plaça.